# Hütte an der Haselstaude
Die Hütte an der Haselstaude ist eine Schutzhütte der Sektion Schweinfurt des Deutschen Alpenvereins (DAV). Sie liegt in der Schweinfurter Rhön in Deutschland. Es handelt sich um eine Selbstversorgerhütte ohne Bewirtschaftung.

## Geschichte
Die Sektion Schweinfurt trat dem Deutschen und Österreichischen Alpenverein (DuOeAV) am 5. Januar 1898 bei. Mit der Gründung der Sektion Schweinfurt wurde eine Bibliothek angelegt. Im Jahr 1931 appellierte der erste Vorsitzende an die Mitglieder der Sektion, es sollte doch in der näheren Heimat eine Vereinshütte geschaffen werden. Angeregt durch Besuche in anderen Wanderhütten verstärkte sich der Wunsch nach einer eigenen Hütte. Man brauchte nicht lange zu suchen und fand in der Nähe von Schweinfurt ein geeignetes Grundstück. Sobald die behördlichen Formalitäten erledigt waren, ging man mit Eifer ans Werk. Baubeginn war im April 1932. Bereits am 28. August 1932 fand die festliche Eröffnung statt und die Haselstaude, wie sie jetzt allgemein genannt wurde, konnte ihrer Bestimmung übergeben werden. Am 1. Mai 2012 beging man das 80-jährige Bestehen der Hütte mit einem ökumenischen Gottesdienst und einem Fest.

## Lage
Die Hütte an der Haselstaude liegt auf einer Höhe von 400 m ü. NHN im südwestlichen Bereich der Schweinfurter Rhön. Die Hütte liegt 9 km nordöstlich der Schweinfurter Innenstadt und 12 km südwestlich vom Trauf der Haßberge bzw. dem Naturpark Haßberge bei Thomashof, einem Ortsteil der Gemeinde Üchtelhausen.

## Zustieg
- Vom Thomashof in 10 Min. zur Hütte an der Haselstaude.
- Die Hütte ist auf kurzen Wegen von Weipoltshausen (über Panoramaweg oder am Ortsende bei Anwesen Baumann) in 15 Min. zu erreichen.[3]

## Tourenmöglichkeiten
- Wilhelm-Schaffner-Weg an der Haselstaude, Wanderung Fränkisches Weinland, 7,3 km, Gehzeit 1,5 Std.
- Panoramaweg, Wanderung Fränkisches Weinland, 13,9 km, Gehzeit 3,4 Std.
- SWOL Tour 1, Wanderung Fränkisches Weinland, 39,2 km, Gehzeit 10,25 Std.[4]

## Klettermöglichkeiten
- Schweinfurter Weg (7), Länge 10 m.
  - Piz Beppo, Höhe 10 m, die Kletteranlage verfügt über 6 Routen, bis zum 7. Schwierigkeitsgrad
  - Nordwand (5+) und Westwand (4)[5]

## Karten
- Fritsch Karten, Nr.87, Landkreis Schweinfurt: Offizielle Wanderkarte der Region Schweinfurt (Fritsch Wanderkarten 1:50.000) ISBN 978-3861160878